# Dan Burincă
Dan Burincă (Sibiu, 17 de junho de 1972) foi um ginasta romeno que competiu em provas de ginástica artística pela nação.
Burincă é o detentor de uma medalha olímpica, conquistada em 1996, nas Olimpíadas de Atlanta. Na ocasião, foi o medalhista de prata na prova das argolas, empatado com o húngaro Szilveszter Csollány, quando superado pelo italiano Jury Chechi.